# Кудаєв Леонід Мухарбійович
Леонід Мухарбійович Кудаєв (рос. Леонид Мухарбиевич Кудаев; нар. 29 квітня 1971) — російський футболіст, захисник. Адміністратор клубу «Спартак-Нальчик».

## Життєпис
Професіональну кар'єру розпочав 1992 року в баксанському «Еталоні». Навесні 1993 року переїхав до України, де підсилив «Море». У кафинському клубі відіграв другу половину сезону 1992/93 років, за цей час у Перехідній лізі України зіграв 11 матчів та відзначився 1-м голом. По завершенні вище вказаного сезону повернувся до баксанської «Автозапчастини». З 1998 по 2006 рік грав у нальчикському «Спартаку», був багаторічним капітаном команди. У лютому 2007 року завершив футбольну кар'єру, 17 березня того ж року відбулися урочисті проводи футболіста, невдовзі отримав від уболівальників команди символічний щит, як одному з найкращих захисників команди. З 2008 року працює адміністратором клубу «Спартак-Нальчик».

## Досягнення
«Спартак» (Нальчик)
- Перший дивізіон Росії
  -  Срібний призер (1): 2005 (вихід до Прем'єр-ліги)